# Bogdan Stelea
Bogdan Stelea est un footballeur roumain né le 5 décembre 1967 à Bucarest. Gardien de but, il est aisément reconnaissable à son crâne chauve et à son imposante stature.
Il a participé à trois Coupes du monde avec l'équipe de Roumanie : en 1990, 1994 et 1998.

## Palmarès

### En équipe nationale
- 91 sélections et 0 but avec l'équipe de Roumanie entre 1988 et 2005

### Dinamo Bucarest
- Champion de Roumanie en 1990
- Vainqueur de la Coupe de Roumanie en 1990 et 2005

### Steaua Bucarest
- Champion de Roumanie en 1996 et 1997
- Vainqueur de la Coupe de Roumanie en 1996 et 1997
- Vainqueur de la Supercoupe de Roumanie en 1995

### Rapid Bucarest
- Vainqueur de la Coupe de Roumanie en 2002